# Livistona alfredii
Livistona alfredii är en enhjärtbladig växtart som beskrevs av Ferdinand von Mueller. Livistona alfredii ingår i släktet Livistona och familjen Arecaceae. Inga underarter finns listade i Catalogue of Life.